# Péter Kónya
Dans le nom hongrois Kónya Péter, le nom de famille précède le prénom, mais cet article utilise l’ordre habituel en français Péter Kónya, où le prénom précède le nom.
 (novembre 2017).
Si vous disposez d'ouvrages ou d'articles de référence ou si vous connaissez des sites web de qualité traitant du thème abordé ici, merci de compléter l'article en donnant les références utiles à sa vérifiabilité et en les liant à la section « Notes et références ».
Péter Kónya, né le 19 février 1969 à Miskolc, est un militaire, journaliste, syndicaliste et homme politique hongrois, membre du parti Ensemble de 2012 à 2015 et député non-inscrit à l'Assemblée hongroise de 2014 à 2018. 

## Biographie
Péter Kónya est né à Miskolc (au Nord-Est de la Hongrie) le 19 février 1969. Il suit une scolarité secondaire au lycée Saint-Étienne de Budapest . Il devient militaire de carrière en 1987 (officier à partir de 1991). Il fait des études de journalisme militaire à l'École polytechnique de Lviv en Ukraine de 1987 à 1991 et de 1993 à 1994. De 1991 à 1993, il est étudiant à l'Académie de journalisme György-Bálint, de l'Association des journalistes hongrois (MÚOSZ) en 1992. Il est formé au Collège militaire Lajos-Kossuth en 1992. Lorsqu'il quitte l'armée en 2012, il a le grade de lieutenant-colonel. Il avait auparavant dirigé la revue militaire Magyar Honvéd jusqu'en 1998, année où il a été élu président du syndicat des militaires et policiers de Hongrie. Il est aussi coprésident de la Ligue démocratique des syndicats indépendants de 2005 à 2008.
En 2011, il initie la création de la nouvelle centrale syndicale Szolidaritás (en) en réaction à des projets du gouvernement du Premier ministre Viktor Orbán. Il s'engage ensuite directement en politique en participant à la création du parti politique d'opposition Együtt (Ensemble) avec l'ancien chef du gouvernement Gordon Bajnai. Élu député lors des élections législatives hongroises de 2014 sur la liste de la coalition d'opposition Összefogás (Unité), il reste député non-inscrit quand Szolidaritás se sépare d'Együtt. Il ne se représente pas aux élections de 2018.